# ジェームズ・パゾス
ジェームズ・マニュエル・パゾス（James Manuel Pazos, 1991年5月5日 - ）は、アメリカ合衆国アリゾナ州マリコパ郡ギルバート出身のプロ野球選手（投手）。左投右打。現在は、フリーエージェント（FA）。愛称はサンディエゴ大学時代に名付けられたパパ・パス（Pa Pa Paz）。

## 経歴

### プロ入り前
2009年のMLBドラフト40巡目（全体1219位）でタンパベイ・レイズから指名されたが、入団せずにチャンドラー・ギルバート・コミュニティカレッジへ進学した。2011年にサンディエゴ大学へ移り、この時はクリス・ブライアントとチームメイトだった。

### プロ入りとヤンキース時代
2012年のMLBドラフト13巡目（全体427位）でニューヨーク・ヤンキースから指名され、プロ入り。契約後、傘下のA-級スタテンアイランド・ヤンキースでプロデビュー。28試合に登板して2勝2敗3セーブ、防御率1.79、39奪三振を記録した。
2013年はA-級スタテンアイランドとA級チャールストン・リバードッグスでプレーし、2球団合計で25試合に登板して3勝1敗1セーブ、防御率3.93、33奪三振を記録した。オフにはアリゾナ・フォールリーグに参加し、スコッツデール・スコーピオンズに所属した。
2014年はA+級タンパ・ヤンキースとAA級トレントン・サンダーでプレーし、2球団合計で46試合（先発1試合）に登板して0勝3敗10セーブ、防御率2.42、75奪三振を記録した。
2015年はマイナーではAA級トレントンとAAA級スクラントン・ウィルクスバリ・レイルライダースでプレーし、27試合に登板して3勝1敗3セーブ、防御率1.27、49奪三振を記録した。9月1日にメジャー契約を結んでアクティブ・ロースター入りし、5日のレイズ戦でメジャーデビュー。この年メジャーでは11試合に登板して防御率0.00、3奪三振を記録した。
2016年は7試合に登板して1勝0敗、防御率13.50、3奪三振を記録した。

### マリナーズ時代
2016年11月18日にザック・リッテルとのトレードで、シアトル・マリナーズへ移籍した。
2017年は59試合に登板して4勝5敗、防御率3.86、65奪三振を記録した。
2018年は60試合に登板して4勝1敗、防御率2.88、45奪三振を記録した。

### フィリーズ傘下時代
2018年12月3日にカルロス・サンタナ、J.P.クロフォードとのトレードで、フアン・ニカシオ、ジーン・セグラと共にフィラデルフィア・フィリーズへ移籍した。
2019年は開幕を傘下のAAA級リーハイバレー・アイアンピッグスで迎えた。4月24日にDFAとなった。

### ロッキーズ時代
2019年4月26日にハンター・ストーバルとのトレードで、コロラド・ロッキーズへ移籍した。この年はメジャー12試合に登板し、3ホールド、防御率1.74、10奪三振という成績だった。
2020年は6試合に登板した後、9月28日にDFAとなり、9月30日にマイナー契約となった。10月9日にFAとなった。

### ドジャース傘下時代
2020年12月11日にロサンゼルス・ドジャースとマイナー契約を結んだ。
2021年はAAA級オクラホマシティ・ドジャースで48試合に登板して1勝6敗、防御率3.72の成績だったが、メジャーでの登板はなかった。オフの11月7日にFAとなった。

### 独立リーグ時代
2023年4月22日にアトランティックリーグのスタテンアイランド・フェリーホークスと契約を結んだ。17試合に登板したが、1勝2敗、防御率11.48と苦戦し、6月20日に自由契約となった。

## 投球スタイル
投球フォームは8割以上がロー・スリークォーターで、これにスライダーを交える。速球はフォーシームの握りで投げても沈む軌道になるクセ球（シンカーと分類されることもある）。弱点はリリースポイントがかなり一塁側にあるため、左打者に対して四球が多くなること。

## 詳細情報

### 年度別投手成績
| 年 度    | 球 団    | 登 板 | 先 発 | 完 投 | 完 封 | 無 四 球 | 勝 利 | 敗 戦 | セ 丨 ブ | ホ 丨 ル ド | 勝 率 | 打 者 | 投 球 回 | 被 安 打 | 被 本 塁 打 | 与 四 球 | 敬 遠 | 与 死 球 | 奪 三 振 | 暴 投 | ボ 丨 ク | 失 点 | 自 責 点 | 防 御 率 | W H I P |
| -------- | -------- | ----- | ----- | ----- | ----- | -------- | ----- | ----- | -------- | ----------- | ----- | ----- | -------- | -------- | ----------- | -------- | ----- | -------- | -------- | ----- | -------- | ----- | -------- | -------- | ------- |
| 2015     | NYY      | 11    | 0     | 0     | 0     | 0        | 0     | 0     | 0        | 0           | ----  | 21    | 5.0      | 3        | 0           | 3        | 0     | 0        | 3        | 1     | 0        | 0     | 0        | 0.00     | 1.20    |
| 2016     | NYY      | 7     | 0     | 0     | 0     | 0        | 1     | 0     | 0        | 0           | 1.000 | 17    | 3.1      | 7        | 2           | 1        | 0     | 0        | 3        | 0     | 0        | 5     | 5        | 13.50    | 2.40    |
| 2017     | SEA      | 59    | 0     | 0     | 0     | 0        | 4     | 5     | 0        | 10          | .444  | 240   | 53.2     | 51       | 7           | 24       | 0     | 5        | 65       | 4     | 1        | 30    | 23       | 3.86     | 1.40    |
| 2018     | SEA      | 60    | 0     | 0     | 0     | 0        | 4     | 1     | 0        | 19          | .800  | 211   | 50.0     | 47       | 4           | 15       | 1     | 5        | 45       | 2     | 0        | 19    | 16       | 2.88     | 1.24    |
| 2019     | COL      | 12    | 0     | 0     | 0     | 0        | 0     | 0     | 0        | 3           | ----  | 39    | 10.1     | 7        | 1           | 4        | 1     | 0        | 10       | 0     | 0        | 2     | 2        | 1.74     | 1.06    |
| 2020     | COL      | 6     | 0     | 0     | 0     | 0        | 0     | 0     | 0        | 0           | ----  | 29    | 5.1      | 10       | 3           | 5        | 0     | 0        | 1        | 0     | 0        | 10    | 10       | 16.88    | 2.81    |
| MLB：6年 | MLB：6年 | 155   | 0     | 0     | 0     | 0        | 9     | 6     | 0        | 32          | .600  | 557   | 127.2    | 125      | 17          | 52       | 2     | 10       | 127      | 7     | 1        | 66    | 56       | 3.95     | 1.39    |

- 2020年度シーズン終了時

### 年度別守備成績
| 年 度 | 球 団 | 投手（P） | 投手（P） | 投手（P） | 投手（P） | 投手（P） | 投手（P） |
| 年 度 | 球 団 | 試 合     | 刺 殺     | 補 殺     | 失 策     | 併 殺     | 守 備 率  |
| ----- | ----- | --------- | --------- | --------- | --------- | --------- | --------- |
| 2015  | NYY   | 11        | 0         | 1         | 0         | 0         | 1.000     |
| 2016  | NYY   | 7         | 0         | 2         | 0         | 1         | 1.000     |
| 2017  | SEA   | 59        | 4         | 6         | 0         | 1         | 1.000     |
| 2018  | SEA   | 60        | 2         | 2         | 0         | 0         | 1.000     |
| 2019  | COL   | 12        | 0         | 4         | 0         | 0         | 1.000     |
| 2020  | COL   | 6         | 2         | 0         | 0         | 1         | 1.000     |
| MLB   | MLB   | 155       | 8         | 15        | 0         | 3         | 1.000     |

- 2020年度シーズン終了時

### 背番号
- 67（2015年 - 2016年）
- 47（2017年 - 2020年）